# إسحاق روجاس
إسحاق روجاس (بالإسبانية: Isaac Rojas) هو عسكري وسياسي أرجنتيني، ولد في 1906 في بوينس آيرس في الأرجنتين، وتوفي بنفس المكان في 13 أبريل 1993.